# Dariusserien
Dariusserien är en dator- och TV-spelsserie bestående av shoot 'em up-spel med science fictiontema. Serien har funnits sedan 1987.

## Spel

### Huvudserien
| Titel         | Släppår |
| ------------- | ------- |
| Darius        | 1987    |
| Darius II     | 1989    |
| Darius Twin   | 1991    |
| Darius Force  | 1993    |
| Darius Gaiden | 1993    |
| G-Darius      | 1997    |
| Dariusburst   | 2009    |

### Fotnoter
1. ↑  ”Darius series” (på engelska). Mobygames. http://www.mobygames.com/game-group/darius-series. Läst 21 april 2015.